# Макдаффі (округ, Джорджія)
Шаблон:StateAbbr_ 33°29′ пн. ш. 82°29′ зх. д. / 33.48° пн. ш. 82.48° зх. д.
Округ Макдаффі (англ. McDuffie County) — округ (графство) у штаті Джорджія, США. Ідентифікатор округу 13189.

## Історія
Округ утворений 1870 року.

## Демографія
За даними перепису
2000 року
загальне населення округу становило 21231 осіб, зокрема міського населення було 8182, а сільського — 13049.
Серед мешканців округу чоловіків було 10020, а жінок — 11211. В окрузі було 7970 домогосподарств, 5857 родин, які мешкали в 8916 будинках.
Середній розмір родини становив 3,08.
Віковий розподіл населення поданий у таблиці:
| Стать    | До 15 років | 15-21 | 22-29 | 30-39 | 40-49 | 50-65 | 65-85 | Понад 85 |
| -------- | ----------- | ----- | ----- | ----- | ----- | ----- | ----- | -------- |
| Чоловіки | 2480        | 1091  | 988   | 1450  | 1445  | 1608  | 887   | 71       |
| Жінки    | 2416        | 1069  | 1046  | 1611  | 1656  | 1843  | 1338  | 232      |

## Суміжні округи
- Лінкольн — північний схід
- Колумбія — схід
- Річмонд — південний схід
- Джефферсон — південь
- Воррен — захід
- Вілкс — північний захід

## Виноски
1. ↑  U.S. Decennial Census. United States Census Bureau. Архів оригіналу за 26 квітня 2015. Процитовано 24 червня 2014.
2. ↑  Historical Census Browser. University of Virginia Library. Архів оригіналу за 11 серпня 2012. Процитовано 24 червня 2014.
3. ↑  Population of Counties by Decennial Census: 1900 to 1990. United States Census Bureau. Архів оригіналу за 2 лютого 2019. Процитовано 24 червня 2014.
4. ↑  Census 2000 PHC-T-4. Ranking Tables for Counties: 1990 and 2000 (PDF). United States Census Bureau. Архів оригіналу (PDF) за 18 грудня 2014. Процитовано 24 червня 2014.
5. ↑  State & County QuickFacts. United States Census Bureau. Архів оригіналу за 7 червня 2011. Процитовано 16 лютого 2014.(англ.) Наведено за англійською вікіпедією.
6. ↑  American FactFinder. Бюро перепису населення США. Архів оригіналу за 26 лютого 2012. Процитовано 31 січня 2008.

| США | Це незавершена стаття з географії США. Ви можете допомогти проєкту, виправивши або дописавши її. |